# Верховецький Ігор Григорович
І́гор Григо́рович Верхове́цький (1987—2022)  — солдат Збройних сил України, учасник російсько-української війни, що загинув у ході російського вторгнення в Україну в 2022 році.
Мешканець с. Василівка Солонянської громади Дніпропетровської області. 

## Нагороди
- орден За мужність III ступеня  (2022, посмертно) — за особисту мужність і самовіддані дії, виявлені у захисті державного суверенітету та територіальної цілісності України, вірність військовій присязі.